# Mark Voakes
Mark Voakes (* 6. April 1984 in Windsor, Ontario, Kanada) ist ein ehemaliger kanadischer Eishockeyspieler, der im Verlauf seiner aktiven Karriere zwischen 2003 und 2021 unter anderem 437 Spiele für die Krefeld Pinguine, Grizzlys Wolfsburg und den EHC Red Bull München aus der Deutschen Eishockey Liga (DEL) auf der Position des Centers bestritten hat. Zudem war Voakes auch in der American Hockey League (AHL) und ECHL aktiv.

## Karriere
Voakes begann in seiner Heimatstadt bei den St. Thomas Stars mit dem Eishockeysport. Nach einem kurzen Intermezzo an der Bowling Green State University in Ohio kehrte der Kanadier schnell nach Ontario zurück, wo er fortan an der Wilfrid Laurier University in Waterloo studierte und in der Canadian Interuniversity Sport (CIS) für seine Universität nach einem Jahr Auszeit wieder Eishockey spielte. Nach vier Jahren und zahlreichen persönlichen Auszeichnungen, unter anderem wurde er in der Saison 2008/09 zum Most Valuable Player gewählt, wechselte er zur Saison 2009/10 zu den Cincinnati Cyclones in die ECHL.

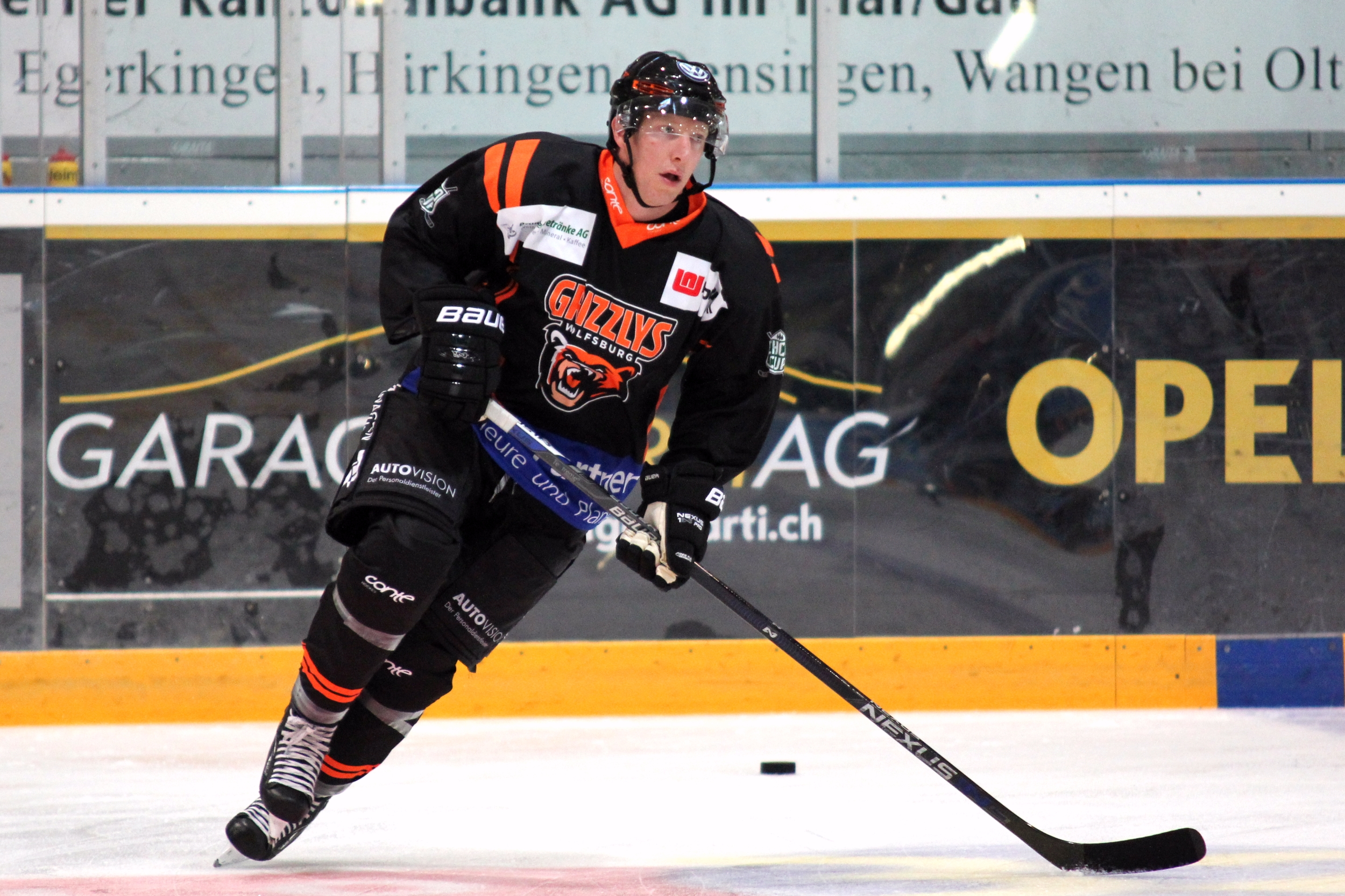
Voakes im Trikot der Grizzlys Wolfsburg

Am 23. Oktober 2009 erzielte er beim Gastspiel bei den Wheeling Nailers sein erstes Tor in der Liga. Im Laufe des Duells erzielte Voakes zwei weitere Treffer, was einen Hattrick bedeutete. Im März 2010 transferierten ihn die Cyclones zusammen mit Scott Marchesi im Tausch gegen Mathieu Aubin zu den Bakersfield Condors. Dort konnte er in den wenigen verbleibenden Spielen überzeugen, entschied sich aber für einen Wechsel zu den neu gegründeten Greenville Road Warriors. Nachdem das Team Zweiter der Hauptrunde wurde, schied die Mannschaft früh in den Play-offs aus. Voakes beendete die Spielzeit bei den Portland Pirates, einem Team aus der American Hockey League (AHL). Bei seinem Debüt gegen die Springfield Falcons traf er einmal und bereitete zudem ein Tor vor. Auch in den folgenden vier Spielen trug er immer mindestens einen Scorerpunkt bei. Ein Jubiläum konnte der Kanadier am 19. März 2011 feiern. Beim Auswärtsspiel gegen die Hershey Bears absolvierte Voakes seinen hundertsten Einsatz als Profi. In den Play-offs 2011 scheiterte Voakes mit den Pirates in der zweiten Runde, nachdem das Team Zweiter der Hauptrundentabelle gewesen war. In diesen war Voakes hinter Mark Mancari und Derek Whitmore drittbester Scorer seiner Mannschaft. Zur Saison 2011/12 schloss sich der Center der Organisation der Buffalo Sabres aus der National Hockey League (NHL) an, wo er allerdings ausschließlich im Farmteam der Sabres, bei den Rochester Americans in der AHL, eingesetzt wurde. Für die Americans absolvierte Voakes seine erste Profisaison, in der er ausschließlich für ein Team spielte. Der Angreifer war fünftbester Scorer seines Teams in der Hauptrunde.
Im Juni 2012 gaben die Krefeld Pinguine aus der Deutschen Eishockey Liga (DEL), bei denen er einen Einjahresvertrag unterschrieb, die Verpflichtung des Kanadiers bekannt. Es war seine erste Station außerhalb Nordamerikas. Nach anfänglichen Problemen mit der größeren europäischen Eisfläche verbesserte sich der Angreifer im Laufe der Saison. Mit seinen neuen Reihenpartnern Adam Courchaine und François Méthot harmonierte er hervorragend. Sein erstes Tor in der DEL erzielte der Center am 16. September 2012, als er beim 5:4-Auswärtssieg gegen die Grizzly Adams Wolfsburg den spielentscheidenden Treffer erzielte. In den Play-offs, bei der 1:2-Niederlage gegen den ERC Ingolstadt, zog sich Voakes eine Beinverletzung zu und fiel damit für den Rest der Saison aus. Am 30. April 2013 gab das Team aus Nordrhein-Westfalen die Verlängerung des auslaufenden Kontrakts bekannt.
Zur Saison 2014/15 wechselte Voakes zum DEL-Konkurrenten Grizzly Adams Wolfsburg. Im Januar 2016 unterschrieb er dort eine Vertragsverlängerung bis 2018. Nach Ablauf seines Vertrages in Wolfsburg wechselte Voakes zum EHC Red Bull München und stand dort bis zum Ende der Saison 2020/21 unter Vertrag. Anschließend beendete er im Alter von 37 Jahren seine aktive Karriere. Im Anschluss war Voakes ein Jahr als Scout bei seinem Ex-Klub tätig. Zur Spielzeit 2022/23 wurde er von den New Jersey Devils aus der NHL in den erweiterten Trainerstab aufgenommen.

## Spielweise
Voakes gilt als ausgezeichneter Bully-Spieler, der sowohl defensiv als auch offensiv seine Stärken hat, außerdem ist er sehr laufstark. Oft nimmt er dem gegnerischen Spieler den Puck ab und leitet durch seine Laufstärke gefährliche Konter ein. Das Aufsichtsratsmitglied der Krefeld Pinguine Wolfgang Schulz attestiert ihm eine gute Spielübersicht und vergleicht ihn mit dem ehemaligen DEL-Spieler Brad Purdie: „Das ist ein Typ wie Purdie, er verteilt gut und ist torgefährlich.“ 
 Des Weiteren brilliert Voakes als sehr fairer Spieler. So erhielt er 2007 den Pokal für den Most Sportsmanlike Player der CIS. Die Trophäe zeichnet den Spieler mit dem vorbildlichsten Verhalten auf und neben dem Eis aus.

## Erfolge und Auszeichnungen
| - 2007 CIS (OUA West) Most Sportsmanlike Player - 2007 CIS (OUA West) Second All-Star Team - 2008 CIS (OUA West) First All-Star Team - 2009 CIS (OUA West) First All-Star Team - 2009 CIS (OUA West) Most Valuable Player | - 2009 CIS (OUA) Outstanding Player in League Play (Bill L’Heureux Trophy) - 2016 Deutscher Vizemeister mit den Grizzlys Wolfsburg - 2017 Deutscher Vizemeister mit den Grizzlys Wolfsburg - 2019 Deutscher Vizemeister mit dem EHC Red Bull München |

## Karrierestatistik
(Legende zur Spielerstatistik: Sp oder GP = absolvierte Spiele; T oder G = erzielte Tore; V oder A = erzielte Assists; Pkt oder Pts = erzielte Scorerpunkte; SM oder PIM = erhaltene Strafminuten; +/− = Plus/Minus-Bilanz; PP = erzielte Überzahltore; SH = erzielte Unterzahltore; GW = erzielte Siegtore; 1 Play-downs/Relegation; Kursiv: Statistik nicht vollständig)